# Hartlepool
Hartlepool (/ˈhɑːrtlɪ-puːl/) là một thị trấn tại hạt Durham, Anh. Thị trấn nằm ở bờ biển Bắc, cách 7,5 dặm (12 km) về phía bắc Middlesbrough và 17 dặm (27 km) của Sunderland. Quận Hartlepool bao gồm những ngôi làng ở vùng xa như Seaton Carew, Greatham và Elwick.